# Klassische Technik
Die klassische Technik ist ein Stil des Skilanglaufs. Es ist die ältere der beiden Techniken und war bis Mitte der 1980er Jahre die einzige in Wettbewerben zulässige Technik des Skilanglaufs. Die durchschnittliche Geschwindigkeit ist gegenüber der Skating-Technik geringer. Bei der klassischen Technik werden die Ski parallel geführt.
Für die klassische Technik wird eine klassische Loipe mit zwei parallelen Spuren verwendet. Der Abdruck wird direkt nach hinten und nicht zur Seite ausgeführt. Daher wird in der Mitte der Ski eine Steigzone benötigt, die die Haftung von Ski zu Schnee beim Abdruck ermöglicht. Zunehmend wird bei Langstreckenläufen wie dem Wasalauf von der Weltelite auf die Steigzone verzichtet, da fast ausschließlich in der Doppelstocktechnik gelaufen wird. Dies ist in Expertenkreisen nicht unumstritten.

## Grundelemente
Die wesentlichen Elemente der klassischen Technik sind Diagonalschritt, Doppelstock und Doppelstock mit Zwischenschritt. Abfahrts-, Brems- und Kurventechnik sind für Skating und Klassisch identisch.
| Gang | Bezeichnung                     | Gelände           |
| ---- | ------------------------------- | ----------------- |
| 1    | Grätenschritt                   | steil             |
| 2    | Diagonalschritt im Anstieg      | ansteigend        |
| 3    | Diagonalschritt                 | leicht ansteigend |
| 4    | Doppelstock mit Zwischenschritt | Ebene             |
| 5    | Doppelstockschub                | leicht fallend    |

### Grätenschritt

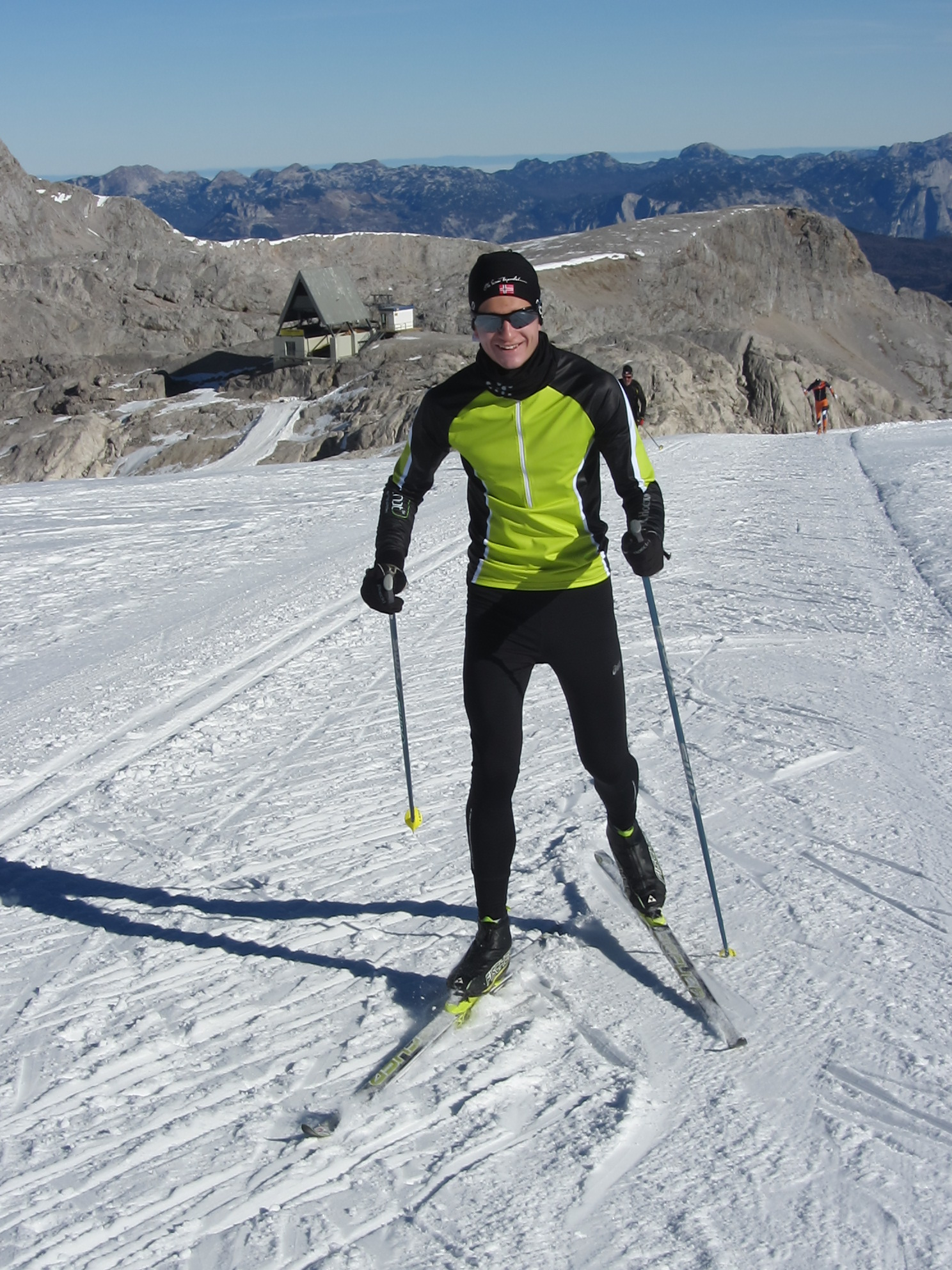
Grätenschritt

Der Grätenschritt ist identisch mit dem Diagonalskatingschritt. Jedoch darf hier laut DWO (Deutsche Skiwettkampfordnung) der Ski nicht gleiten. Der Grätenschritt wird in sehr steilem Gelände eingesetzt, oder wenn die Haftung des Skis für den Diagonalschritt nicht ausreicht. Die Stöcke werden hier hinter der Bindung eingesetzt.

#### Gesprungener Grätenschritt
Der Gesprungene Grätenschritt ist konditionell höchst anspruchsvoll und wird daher meist im sportlichen Bereich eingesetzt. Er ist die schnellere Version des Grätenschritts. Beim gesprungenen Grätenschritt wird durch einen Sprung die Schrittweite wesentlich erhöht.

#### Halbgrätenschritt
Der Halbgrätenschritt wird im Übergangsbereich zwischen gesprungenem Diagonalschritt und Grätenschritt eingesetzt. Dabei bleibt ein Ski in der Klassisch-Loipe und ein Ski wird wie im Grätenschritt zur Seite ausgeschert. Der Bewegungsablauf ist identisch mit dem Diagonalschritt. Der Ski, der nicht in der Loipe ist, darf dabei jedoch nicht ins Gleiten kommen.

### Diagonalschritt

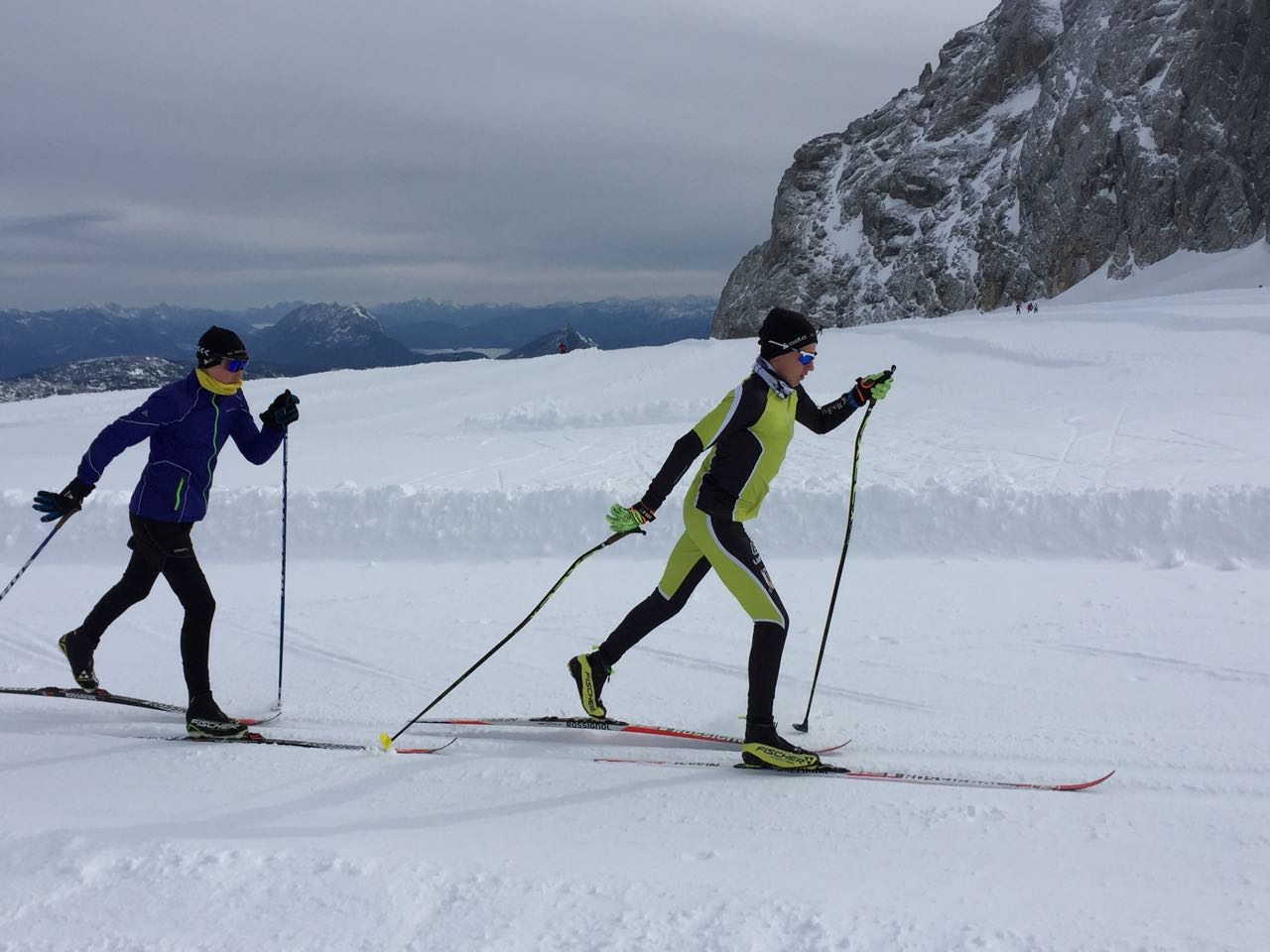
Diagonalschritt

Der Diagonalschritt ist vom Bewegungsablauf identisch mit dem des Gehens oder Laufens. Charakteristisch hierfür ist ein abwechselnder Bein- und diagonaler Arm-Einsatz. Ein Beinabdruck und Stockeinsatz auf der gleichen Seite heißt Passgang und ist ein typischer Anfängerfehler. Der Diagonalschritt wird in der Ebene und in leichten bis mittleren Steigungen gelaufen. Charakteristisch für die Technik ist der Wechsel zwischen Abstoß und Gleitphase mit der dazugehörigen Gewichtsverlagerung. Beim Abstoß muss sich der Schwerpunkt genau über dem Abstoßbein befinden.

### Diagonalschritt im Anstieg
Der Diagonalschritt im Anstieg unterscheidet sich nur gering vom Diagonalschritt. Das wichtige Merkmale der Technik ist die erhöhte Auf- und Abbewegung des Oberkörpers, bis hin zum Springen. Durch den zusätzlichen Druck wird die Haftung zwischen dem Ski und dem Schnee erhöht. Im leicht steilen Gelände wird im Rennlauf aus der klassischen Spur gegangen, um den Vorteil der besseren Haftung auf dem aufgerauten Schnee zu nutzen.

### Doppelstock

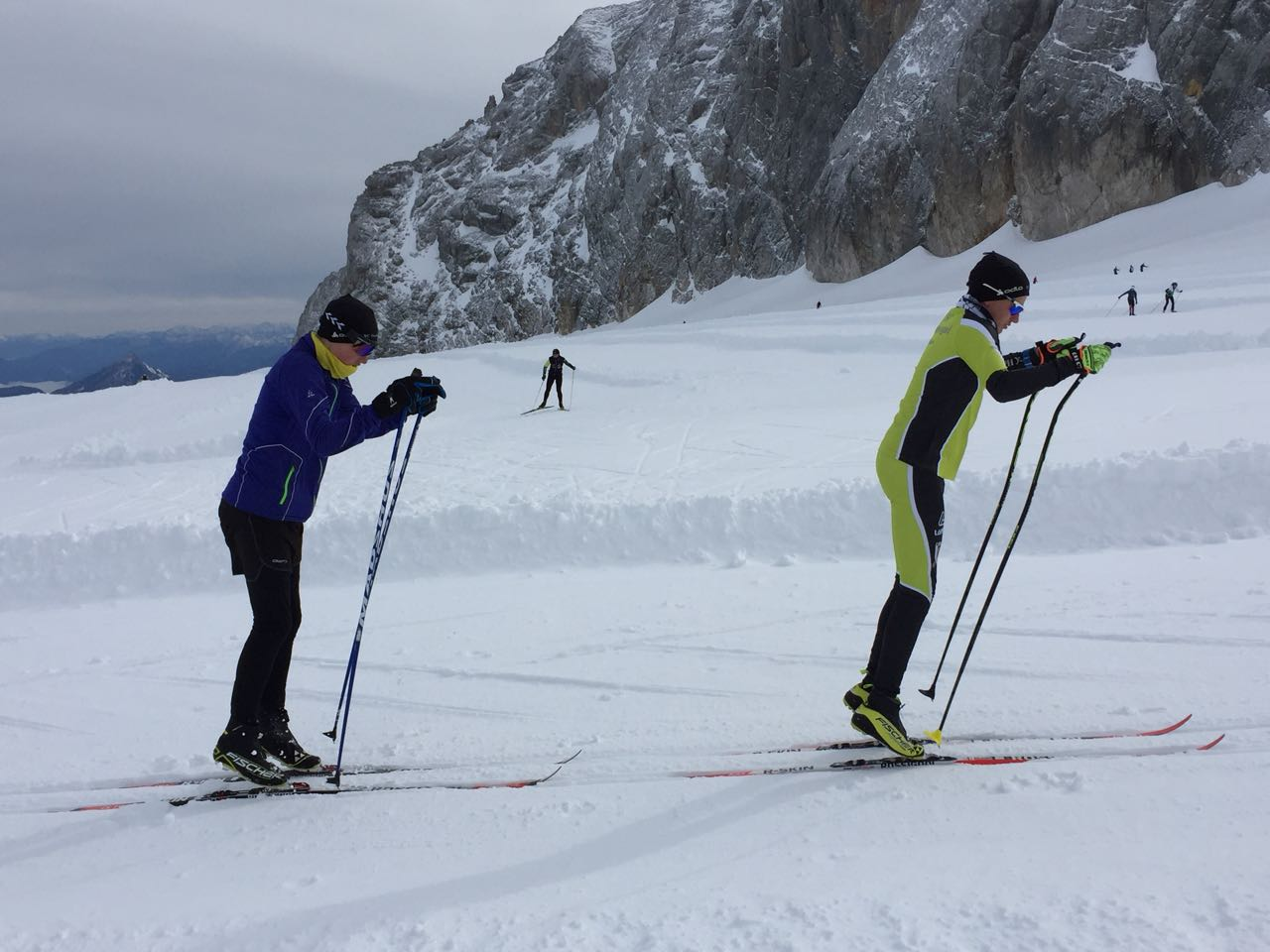
Doppelstock

Der Doppelstockschub wird überwiegend im leicht fallenden Gelände oder bei schnellen Schneebedingungen in der Ebene gelaufen. Die Technik hat eine einfache Bewegungsstruktur. Die Beine sind parallel in der Loipe. Das Körpergewicht ist auf beide Beine verteilt. Der gleichzeitige Armabstoß erzeugt den Vortrieb und ermöglicht dadurch beidbeiniges Gleiten.
Der Bewegungszyklus beginnt mit der Streckung des gesamten Körpers. Der Körperschwerpunkt verlagert sich Richtung Bindung. Beim Beginn des Doppelstockschubes werden die Stöcke auf Höhe der Bindung eingesetzt. Ober und Unterarm sind dabei je nach Geschwindigkeit unterschiedlich stark angewinkelt. Der Doppelstockschub wird am Anfang mit dem Oberkörper unterstützt. Die Stöcke passieren die Beine auf Kniehöhe. Jetzt befindet sich der Oberkörper in seiner tiefsten Position. Die Hände öffnen sich nach der Abstoßstreckung. Die Stöcke können mit Daumen und Zeigefinger geführt werden. Mit dem Vorschwingen der Arme richtet sich der Oberkörper wieder auf. Hierbei wird auch die Hüfte nach vorne geschoben. Die Arme werden mit Schwung nach vorne geführt. Am Ende der Schwungphase werden die Stöcke mit den Händen gefasst.

### Doppelstock mit Zwischenschritt

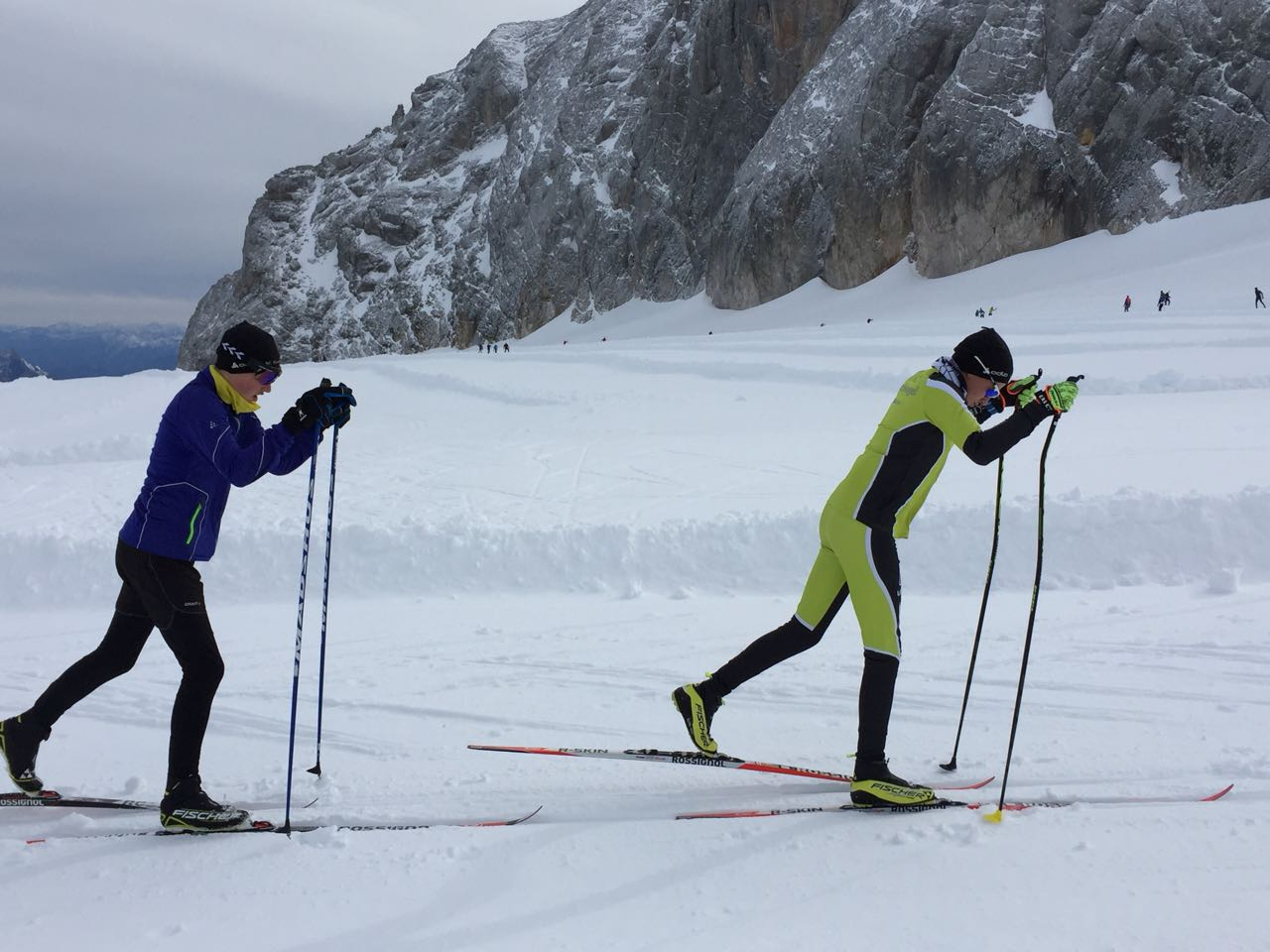
Doppelstock mit Zwischenschritt

Die Doppelstock-mit-Zwischenschritt-Technik wird bei mittlerer bis schneller Geschwindigkeit eingesetzt. Beim Doppelstock mit Zwischenschritt wird gleichzeitig zum Vorschwingen der Arme ein Beinabdruck ausgeführt. Auch bei geringem Abdruck wird durch das Schwungbein ein deutlicher Vorschub erzeugt.